# 11715 Harperclark
11715 Harperclark è un asteroide della fascia principale. Scoperto nel 1998, presenta un'orbita caratterizzata da un semiasse maggiore pari a 2,3073998 UA e da un'eccentricità di 0,0761794, inclinata di 2,18513° rispetto all'eclittica.